# Septième district congressionnel du Texas
Le 7e district congressionnel du Texas comprend une petite zone du sud-ouest de Houston et du Comté de Harris, ainsi qu'une partie nord de la banlieue du Comté de Fort Bend. Au recensement de 2000, le 7e district compte 651 620 habitants. Depuis 2019, il est représenté par la Démocrate Lizzie Fletcher.
Avant 2022, le district était largement considéré comme un district riche et traditionnellement républicain couvrant une grande partie de l'ouest de Houston et des banlieues environnantes. Le Représentant le plus connu du district était George H. W. Bush, qui devint plus tard le 41e Président des États-Unis et prit sa retraite dans le district après sa présidence.

## Histoire
Le Texas a reçu un 7e district grâce à une redistribution en 1881 en raison de la croissance démographique reflétée dans le recensement de 1880 ; en 1883, Thomas P. Ochiltree, un indépendant, fut élu son premier Représentant. De 1882 à 1902, le district était situé dans le centre-nord du Texas et était représenté par Wacoan Robert L. Henry. Après le redécoupage de 1902, le district s'est déplacé vers l'est et était représenté par des Représentants de Palestine et de Galveston. Après 1952, le district s'est à nouveau déplacé vers Waco. De 1885 à 1966, le 7e district n'a élu que des Représentants démocrates au Congrès.
En 1966, le district, alors représenté par John Dowdy de Waco, a été redessiné après que la Cour suprême a statué dans l'affaire Wesberry v. Sanders deux ans plus tôt que la population des districts du Congrès devait être égale ou presque égale en population. En conséquence, l'ancien 7e est essentiellement devenu le nouveau 2e district, tandis qu'un nouveau 7e a été créé dans la partie ouest du Comté de Harris, où se trouve Houston. Auparavant, le Comté de Harris était divisé entre les 8e et 22e districts. Le nouveau 7e s'étendait du centre-ville de Houston à travers son côté ouest en croissance rapide (y compris les villages commémoratifs) jusqu'à ce qui était alors principalement des sections occidentales rurales du Comté de Harris, y compris les réservoirs Addicks et Barker, Katy Prairie et FM 1960. Ceux-ci étaient parmi les premières zones du Grand Houston à devenir républicaines alors que le Texas commençait à se tourner progressivement vers le GOP.
Le redécoupage du milieu de la décennie a abouti à l'élection de George H. W. Bush, ancien Président du Parti Républicain du Comté de Harris et fils de l'ancien Sénateur américain du Connecticut, Prescott Bush, et qui a brigué le siège de classe 1 au Sénat de l'État contre le Démocrate Ralph Yarborough en 1964. Bush occupera le district pendant deux mandats avant de se présenter sans succès au Sénat des États-Unis en 1970, perdant face à Lloyd Bentsen qui bat Yarborough lors de la Primaire Démocrate. Bush deviendra finalement Vice-Président sous Ronald Reagan et sera élu Président en 1988. Après avoir perdu les élections de 1992 face à Bill Clinton, Bush se retirera dans le 7e où il continuera à résider jusqu'à sa mort en 2018.
Bush a été remplacé par son compatriote Républicain Bill Archer, qui représentera le district pendant 15 mandats. Archer ne descendra jamais en dessous de 79 % des voix en tant que 7e district, qui s'étend désormais du côté ouest prospère de Houston, y compris des quartiers tels que River Oaks, Tanglewood, Briargrove, Energy Corridor et Memorial Villages, jusqu'aux banlieues à croissance rapide des régions de Cypress-Fairbanks et Katy et le long de FM 1960, sont considérées comme le district le plus républicain de la région du Grand Houston et sans doute l'un des districts les plus républicains du pays. Archer a pris de l'importance en 1994 à la suite de la Révolution républicaine au cours de laquelle les républicains ont pris le contrôle de la Chambre pour la première fois en 40 ans, Archer étant président de l'influent comité des voies et moyens de la Chambre pendant ses trois derniers mandats.
En 2000, Archer a pris sa retraite du Congrès, ce qui a conduit à une primaire républicaine très compétitive – traditionnellement la véritable compétition dans le district fortement républicain. Lors du second tour qui a suivi, le représentant d'État John Culberson, qui représentait une grande partie de la partie ouest du district du Congrès, a battu son adversaire Peter Wareing pour remporter l'investiture républicaine. En 2002, la taille du district a encore été réduite, englobant désormais le côté ouest de Houston ainsi qu'une grande partie des environs non constitués en société des réservoirs Barker et Addicks à l'ouest de Houston.
À la suite d'un redécoupage controversé au milieu de la décennie 2004, le district a perdu Katy et le Réservoir Barker immédiat, tout en gagnant également certains quartiers entourant Jersey Village et (l'avant-dernier) une section sud-ouest de Houston qui englobait l'Université Rice, la banlieue intérieure de centre-droit de Bellaire. et West University Place, le quartier historiquement juif de Meyerland et le quartier historiquement libéral de Montrose. Cette dernière partie constituait la base politique du 25e district du Représentant Démocrate Chris Bell et, historiquement, n'avait pas été associée au 7e pendant le mandat d'Archer. Même si le 7e est resté largement Républicain, sa domination n'a pas été aussi forte que lors des élections précédentes en raison du redécoupage. Pendant ce temps, la majeure partie du district de Bell avait été renumérotée 9e district et reconfigurée en district majoritairement minoritaire. Au lieu de se présenter contre Culberson, Bell s'est présenté à la Primaire Démocrate pour la 9e défaite reconfigurée contre Al Green. Pendant ce temps, Culberson allait être réélu en 7e contre un challenger démocrate nominal en 2004, et a gagné à nouveau avec moins de 60 % des voix en 2006 dans ce qui a été considéré comme une mauvaise année pour les Républicains qui ont perdu le contrôle de la Chambre pour la première fois en 12 ans.
Après le processus de redécoupage de 2012, le 7e a perdu une partie de son territoire au profit du 2e district adjacent du Républicain Ted Poe, perdant une étendue de territoire s'étendant du nord de Jersey Village en passant par Memorial Park jusqu'à l'Université Rice. En échange, Culberson a gagné une grande partie de la région du Grand Katy au sud de l'Interstate 10, ainsi qu'une partie des zones de banlieue de classe moyenne le long du bord ouest de l'autoroute 6 qui abritait des populations hispaniques croissantes, qui existaient également dans les régions de Sharpstown et Gulfton. le sud-ouest de Houston qui ont également été ajoutés au district de Culberson.
Malgré les changements, Culberson a continué à être réélu lors de ses trois élections successives, battant l'opposant démocrate James Cargas lors de trois élections consécutives de 2012 à 2016. Cependant, le district était l'un des 23 districts qui ont voté pour la candidate Démocrate à la présidentielle Hillary Clinton en 2016 après avoir voté pour Mitt Romney en 2012, en partie à cause des réactions négatives de certains électeurs face à la rhétorique de campagne du Républicain Donald Trump et à ses positions sur des questions telles que le commerce et l'immigration. Le favoritisme des habitants du district en faveur du libre-échange et d'une réforme globale de l'immigration se heurte aux positions populistes de Trump sur ces questions. Le district a basculé de 23 % vers la gauche à partir de 2012, plus que tout autre district du pays en dehors de l'Utah. Combiné aux changements démographiques dans certaines parties du district ainsi qu'aux conséquences de l'Ouragan Harvey, qui a causé des dégâts catastrophiques dans de nombreuses parties du district en 2017, certains analystes politiques ont soutenu que le district pourrait être vulnérable à une prise de pouvoir démocrate lors d'une vague électorale.
Pour les élections de 2022, afin de protéger les candidats républicains sortants environnants, la Législature du Texas, contrôlée par les républicains, a redessiné le 7e district en un district fortement démocrate reliant les parties nord du Comté de Fort Bend (y compris les parties occidentales de Sugar Land avec des populations majoritairement asiatiques-américaines) avec beaucoup du corridor Westpark Tollway du sud-ouest de Houston et du Comté de Harris (y compris les régions d'Alief et de Mission Bend), ainsi qu'une grande partie du centre-ouest de Houston à l'intérieur de la boucle 610, y compris des parties des quartiers de Heights, Midtown, Montrose, Meyerland, Braeswood Place et Timbergrove Manor, ainsi que The Galleria, Greenway Plaza et les « banlieues insulaires » de Bellaire, West University Place et Southside Place. La majeure partie de la circonscription de longue date du 7e dans l'ouest de Houston, y compris Memorial City, l'Energy Corridor et tout son tronçon de l'autoroute Katy, ainsi que les Memorial Villages, Memorial Park, le quartier de River Oaks et sa part de la région du Grand Katy, a été transféré dans le 38e district nouvellement dessiné, qui devrait fortement favoriser les républicains, tandis que de nombreuses zones proches du réservoir Addicks (qui abrite un grand nombre d'Hispaniques de la classe moyenne) ont été transférées dans le 8e district. Bien que le nouveau 7e ne soit pas aussi fortement démocrate que les 9e, 18e et 29e districts voisins, Joe Biden a remporté plus de 60 % des voix dans le nouveau 7e en 2020 (même si une grande partie du nouveau district était plus favorable aux républicains lors des élections précédentes), garantissant que le district soit un siège sûr pour Fletcher, à moins de futurs défis de redécoupage ou de tendances factionnelles internes au sein du Parti républicain.
En 2022, Fletcher a remporté un troisième mandat dans le 7e district nouvellement reconfiguré, battant le challenger Républicain Johnny Teague ; Le challenger de Fletcher en 2020, Wesley Hunt, serait lui-même élu au nouveau 38e ancré dans l'ancienne base du 7e à l'ouest de Houston avec une marge confortable.

## Géographie

### Villes entièrement dans le district
- Bellaire
- Southside Place
- West University Place

### Villes partiellement dans le district
- Houston
- Sugar Land

## Historique de vote

### Résultats sous les frontières actuelles (depuis 2023)[1]
| Année | Poste     | Résultats               |
| ----- | --------- | ----------------------- |
| 2016  | Président | Clinton 62,5 % - 32,6 % |
| 2020  | Président | Biden 64,2 % - 34,4 %   |

## Liste des Représentants du district
| Membre                          | Parti       | Années                             | Congrès     | Histoire électorale | Zone géographique                                      |
| ------------------------------- | ----------- | ---------------------------------- | ----------- | --- | ------------------------------------------------------ |
| District établit le 4 mars 1883 |             |                                    |             | |                                                        |
| Thomas P. Ochiltree (en)        | Indépendant | 4 mars 1883 - 3 mars 1885          | 48e         | Élu en 1882. | 1883–1887                                              |
| William H. Crain (en)           | Démocrate   | 4 mars 1885 - 3 mars 1893          | 49e - 52e   | Élu en 1884. Réélu en 1886. Réélu en 1888. Réélu en 1890. Redécoupage vers le 11e district. | 1883–1887                                              |
| William H. Crain (en)           | Démocrate   | 4 mars 1885 - 3 mars 1893          | 49e - 52e   | Élu en 1884. Réélu en 1886. Réélu en 1888. Réélu en 1890. Redécoupage vers le 11e district. | 1887–1889                                              |
| William H. Crain (en)           | Démocrate   | 4 mars 1885 - 3 mars 1893          | 49e - 52e   | Élu en 1884. Réélu en 1886. Réélu en 1888. Réélu en 1890. Redécoupage vers le 11e district. | 1889–1893                                              |
| George C. Pendleton (en)        | Démocrate   | 4 mars 1893 - 3 mars 1897          | 53e , 54e   | Élu en 1892. Réélu en 1894. | 1893–1897                                              |
| Robert L. Henry (en)            | Démocrate   | 4 mars 1897 - 3 mars 1903          | 55e - 57e   | Élu en 1896. Réélu en 1898. Réélu en 1900. Redécoupage vers le 11e district. | 1897–1903                                              |
| Alexander W. Gregg (en)         | Démocrate   | 4 mars 1903 - 3 mars 1919          | 58e - 65e   | Élu en 1902. Réélu en 1904. Réélu en 1906. Réélu en 1908. Réélu en 1910. Réélu en 1912. Réélu en 1914. Réélu en 1916. Retrait. | 1903–1911                                              |
| Alexander W. Gregg (en)         | Démocrate   | 4 mars 1903 - 3 mars 1919          | 58e - 65e   | Élu en 1902. Réélu en 1904. Réélu en 1906. Réélu en 1908. Réélu en 1910. Réélu en 1912. Réélu en 1914. Réélu en 1916. Retrait. | 1911–1919                                              |
| Clay Stone Briggs (en)          | Démocrate   | 4 mars 1919 - 29 avril 1933        | 66e - 73e   | Élu en 1918. Réélu en 1920. Réélu en 1922. Réélu en 1924. Réélu en 1926. Réélu en 1928. Réélu en 1930. Réélu en 1932. Décès. | 1919–1935                                              |
| Vacant                          | Vacant      | 29 avril 1933 - 24 juin 1933       | 73e         | | 1919–1935                                              |
| Clark W. Thompson (en)          | Démocrate   | 24 juin 1933 - 3 janvier 1935      | 73e         | Élu pour terminer le mandat de Briggs. Retrait. | 1919–1935                                              |
| Nat Patton (en)                 | Démocrate   | 3 janvier 1935 - 3 janvier 1945    | 74e - 78e   | Élu en 1934. Réélu en 1936. Réélu en 1938. Réélu en 1940. Réélu en 1942. Perd sa renomination. | 1935–1959                                              |
| Tom Pickett (en)                | Démocrate   | 3 janvier 1945 - 30 juin 1952      | 79e - 82e   | Élu en 1944. Réélu en 1946. Réélu en 1948. Réélu en 1950. Démissionne pour devenir Vice-Président de la National Coal Association. | 1935–1959                                              |
| Vacant                          | Vacant      | 30 juin 1952 - 23 septembre 1952   | 82e         | | 1935–1959                                              |
| John Dowdy (en)                 | Démocrate   | 23 septembre 1952 - 3 janvier 1967 | 82e - 89e   | Élu pour terminer le mandat de Pickett. Réélu en 1952. Réélu en 1954. Réélu en 1956. Réélu en 1958. Réélu en 1960. Réélu en 1962. Réélu en 1964. Redécoupage vers le 2e district.                                                       | 1935–1959                                              |
| John Dowdy (en)                 | Démocrate   | 23 septembre 1952 - 3 janvier 1967 | 82e - 89e   | Élu pour terminer le mandat de Pickett. Réélu en 1952. Réélu en 1954. Réélu en 1956. Réélu en 1958. Réélu en 1960. Réélu en 1962. Réélu en 1964. Redécoupage vers le 2e district.                                                       | 1959–1967                                              |
| George H. W. Bush               | Républicain | 3 janvier 1967 - 3 janvier 1971    | 90e , 91e   | Élu en 1966. Réélu en 1968. Retrait pour se présenter comme Sénateur des États-Unis. | 1967–1973                                              |
| Bill Archer (en)                | Républicain | 3 janvier 1971 - 3 janvier 2001    | 92e - 106e  | Élu en 1970. Réélu en 1972. Réélu en 1974. Réélu en 1976. Réélu en 1978. Réélu en 1980. Réélu en 1982. Réélu en 1984. Réélu en 1986. Réélu en 1988. Réélu en 1990. Réélu en 1992. Réélu en 1994. Réélu en 1996. Réélu en 1998. Retrait. | 1967–1973                                              |
| Bill Archer (en)                | Républicain | 3 janvier 1971 - 3 janvier 2001    | 92e - 106e  | Élu en 1970. Réélu en 1972. Réélu en 1974. Réélu en 1976. Réélu en 1978. Réélu en 1980. Réélu en 1982. Réélu en 1984. Réélu en 1986. Réélu en 1988. Réélu en 1990. Réélu en 1992. Réélu en 1994. Réélu en 1996. Réélu en 1998. Retrait. | 1973–1975                                              |
| Bill Archer (en)                | Républicain | 3 janvier 1971 - 3 janvier 2001    | 92e - 106e  | Élu en 1970. Réélu en 1972. Réélu en 1974. Réélu en 1976. Réélu en 1978. Réélu en 1980. Réélu en 1982. Réélu en 1984. Réélu en 1986. Réélu en 1988. Réélu en 1990. Réélu en 1992. Réélu en 1994. Réélu en 1996. Réélu en 1998. Retrait. | 1975–1983                                              |
| Bill Archer (en)                | Républicain | 3 janvier 1971 - 3 janvier 2001    | 92e - 106e  | Élu en 1970. Réélu en 1972. Réélu en 1974. Réélu en 1976. Réélu en 1978. Réélu en 1980. Réélu en 1982. Réélu en 1984. Réélu en 1986. Réélu en 1988. Réélu en 1990. Réélu en 1992. Réélu en 1994. Réélu en 1996. Réélu en 1998. Retrait. | 1983–1985                                              |
| Bill Archer (en)                | Républicain | 3 janvier 1971 - 3 janvier 2001    | 92e - 106e  | Élu en 1970. Réélu en 1972. Réélu en 1974. Réélu en 1976. Réélu en 1978. Réélu en 1980. Réélu en 1982. Réélu en 1984. Réélu en 1986. Réélu en 1988. Réélu en 1990. Réélu en 1992. Réélu en 1994. Réélu en 1996. Réélu en 1998. Retrait. | 1985–1993                                              |
| Bill Archer (en)                | Républicain | 3 janvier 1971 - 3 janvier 2001    | 92e - 106e  | Élu en 1970. Réélu en 1972. Réélu en 1974. Réélu en 1976. Réélu en 1978. Réélu en 1980. Réélu en 1982. Réélu en 1984. Réélu en 1986. Réélu en 1988. Réélu en 1990. Réélu en 1992. Réélu en 1994. Réélu en 1996. Réélu en 1998. Retrait. | 1993–1997                                              |
| Bill Archer (en)                | Républicain | 3 janvier 1971 - 3 janvier 2001    | 92e - 106e  | Élu en 1970. Réélu en 1972. Réélu en 1974. Réélu en 1976. Réélu en 1978. Réélu en 1980. Réélu en 1982. Réélu en 1984. Réélu en 1986. Réélu en 1988. Réélu en 1990. Réélu en 1992. Réélu en 1994. Réélu en 1996. Réélu en 1998. Retrait. | 1997–2003 Harris                                       |
| John Culberson                  | Républicain | 3 janvier 2001 - 3 janvier 2019    | 107e - 115e | Élu en 2000. Réélu en 2002. Réélu en 2004. Réélu en 2006. Réélu en 2008. Réélu en 2010. Réélu en 2012. Réélu en 2014. Réélu en 2016. Perd sa réélection.                                                                                |                                                        |
| John Culberson                  | Républicain | 3 janvier 2001 - 3 janvier 2019    | 107e - 115e | Élu en 2000. Réélu en 2002. Réélu en 2004. Réélu en 2006. Réélu en 2008. Réélu en 2010. Réélu en 2012. Réélu en 2014. Réélu en 2016. Perd sa réélection.                                                                                | 2003–2005 Harris                                       |
| John Culberson                  | Républicain | 3 janvier 2001 - 3 janvier 2019    | 107e - 115e | Élu en 2000. Réélu en 2002. Réélu en 2004. Réélu en 2006. Réélu en 2008. Réélu en 2010. Réélu en 2012. Réélu en 2014. Réélu en 2016. Perd sa réélection.                                                                                | 2005–2013 Harris (en partie)                           |
| John Culberson                  | Républicain | 3 janvier 2001 - 3 janvier 2019    | 107e - 115e | Élu en 2000. Réélu en 2002. Réélu en 2004. Réélu en 2006. Réélu en 2008. Réélu en 2010. Réélu en 2012. Réélu en 2014. Réélu en 2016. Perd sa réélection.                                                                                | 2013–2023 Harris (en partie)                           |
| Lizzie Fletcher                 | Démocrate   | 3 janvier 2019 - Présent           | 116e - 119e | Élue en 2018. Réélue en 2020. Réélue en 2022. Réélue en 2024. |                                                        |
| Lizzie Fletcher                 | Démocrate   | 3 janvier 2019 - Présent           | 116e - 119e | Élue en 2018. Réélue en 2020. Réélue en 2022. Réélue en 2024. | 2023–Présent Fort Bend (en partie), Harris (en partie) |

## Résultats des récentes élections
Voici les résultats des dix précédents cycles électoraux dans le district.

### 2004
| Élection de 2002 du 7e district congressionnel du Texas | Élection de 2002 du 7e district congressionnel du Texas | Élection de 2002 du 7e district congressionnel du Texas | Élection de 2002 du 7e district congressionnel du Texas | Élection de 2002 du 7e district congressionnel du Texas |
| ------------------------------------------------------- | ------------------------------------------------------- | ------------------------------------------------------- | ------------------------------------------------------- | ------------------------------------------------------- |
| Parti                                                   | Parti                                                   | Candidat                                                | Votes                                                   | %                                                       |
|                                                         | Républicain                                             | John Culberson (sortant)                                | 175 440                                                 | 64,1                                                    |
|                                                         | Démocrate                                               | John Martinez                                           | 91 126                                                  | 33,3                                                    |
|                                                         | Indépendant                                             | Paul Staton                                             | 3 713                                                   | 1,4                                                     |
|                                                         | Libertarien                                             | Drew Parks                                              | 3 372                                                   | 1,2                                                     |
|                                                         | Write-In                                                | John Skone-Palmer                                       | 58                                                      | 0,1                                                     |
| Total des votes                                         | Total des votes                                         | Total des votes                                         | 108 527                                                 | 100 %                                                   |
|                                                         | Les Républicains conservent                             |                                                         |                                                         |                                                         |

### 2006
| Élection de 2006 du 7e district congressionnel du Texas | Élection de 2006 du 7e district congressionnel du Texas | Élection de 2006 du 7e district congressionnel du Texas | Élection de 2006 du 7e district congressionnel du Texas | Élection de 2006 du 7e district congressionnel du Texas |
| ------------------------------------------------------- | ------------------------------------------------------- | ------------------------------------------------------- | ------------------------------------------------------- | ------------------------------------------------------- |
| Parti                                                   | Parti                                                   | Candidat                                                | Votes                                                   | %                                                       |
|                                                         | Républicain                                             | John Culberson (sortant)                                | 99 318                                                  | 59,2                                                    |
|                                                         | Démocrate                                               | Jim Henley                                              | 64 514                                                  | 38,5                                                    |
|                                                         | Libertarien                                             | Carl Nulsen                                             | 3 953                                                   | 2,4                                                     |
| Total des votes                                         | Total des votes                                         | Total des votes                                         | 167 785                                                 | 100 %                                                   |
|                                                         | Les Républicains conservent                             |                                                         |                                                         |                                                         |

### 2008
| Élection de 2008 du 7e district congressionnel du Texas | Élection de 2008 du 7e district congressionnel du Texas | Élection de 2008 du 7e district congressionnel du Texas | Élection de 2008 du 7e district congressionnel du Texas | Élection de 2008 du 7e district congressionnel du Texas |
| ------------------------------------------------------- | ------------------------------------------------------- | ------------------------------------------------------- | ------------------------------------------------------- | ------------------------------------------------------- |
| Parti                                                   | Parti                                                   | Candidat                                                | Votes                                                   | %                                                       |
|                                                         | Républicain                                             | John Culberson (sortant)                                | 162 635                                                 | 55,9                                                    |
|                                                         | Démocrate                                               | Michael Skelly                                          | 123 242                                                 | 42,4                                                    |
|                                                         | Libertarien                                             | Drew Parks                                              | 5 057                                                   | 1,7                                                     |
| Total des votes                                         | Total des votes                                         | Total des votes                                         | 290 934                                                 | 100 %                                                   |
|                                                         | Les Républicains conservent                             |                                                         |                                                         |                                                         |

### 2010
| Élection de 2010 du 7e district congressionnel du Texas | Élection de 2010 du 7e district congressionnel du Texas | Élection de 2010 du 7e district congressionnel du Texas | Élection de 2010 du 7e district congressionnel du Texas | Élection de 2010 du 7e district congressionnel du Texas |
| ------------------------------------------------------- | ------------------------------------------------------- | ------------------------------------------------------- | ------------------------------------------------------- | ------------------------------------------------------- |
| Parti                                                   | Parti                                                   | Candidat                                                | Votes                                                   | %                                                       |
|                                                         | Républicain                                             | John Culberson (sortant)                                | 143 655                                                 | 81,4                                                    |
|                                                         | Libertarien                                             | Bob Townsend                                            | 31 704                                                  | 18,0                                                    |
|                                                         | Write-In                                                | Lissa Squiers                                           | 1 019                                                   | 0,6                                                     |
| Total des votes                                         | Total des votes                                         | Total des votes                                         | 176 378                                                 | 100 %                                                   |
|                                                         | Les Républicains conservent                             |                                                         |                                                         |                                                         |

### 2012
| Élection de 2012 du 7e district congressionnel du Texas | Élection de 2012 du 7e district congressionnel du Texas | Élection de 2012 du 7e district congressionnel du Texas | Élection de 2012 du 7e district congressionnel du Texas | Élection de 2012 du 7e district congressionnel du Texas |
| ------------------------------------------------------- | ------------------------------------------------------- | ------------------------------------------------------- | ------------------------------------------------------- | ------------------------------------------------------- |
| Parti                                                   | Parti                                                   | Candidat                                                | Votes                                                   | %                                                       |
|                                                         | Républicain                                             | John Culberson (sortant)                                | 142 793                                                 | 60,8                                                    |
|                                                         | Démocrate                                               | James Cargas                                            | 85 553                                                  | 36,4                                                    |
|                                                         | Libertarien                                             | Drew Parks                                              | 4 669                                                   | 2,0                                                     |
|                                                         | Vert                                                    | Lance Findley                                           | 1 822                                                   | 0,8                                                     |
| Total des votes                                         | Total des votes                                         | Total des votes                                         | 234 837                                                 | 100 %                                                   |
|                                                         | Les Républicains conservent                             |                                                         |                                                         |                                                         |

### 2014
| Élection de 2014 du 7e district congressionnel du Texas | Élection de 2014 du 7e district congressionnel du Texas | Élection de 2014 du 7e district congressionnel du Texas | Élection de 2014 du 7e district congressionnel du Texas | Élection de 2014 du 7e district congressionnel du Texas |
| ------------------------------------------------------- | ------------------------------------------------------- | ------------------------------------------------------- | ------------------------------------------------------- | ------------------------------------------------------- |
| Parti                                                   | Parti                                                   | Candidat                                                | Votes                                                   | %                                                       |
|                                                         | Républicain                                             | John Culberson (sortant)                                | 90 606                                                  | 63,3                                                    |
|                                                         | Démocrate                                               | James Cargas                                            | 49 478                                                  | 34,5                                                    |
|                                                         | Libertarien                                             | Gerald Fowler                                           | 3 135                                                   | 2,2                                                     |
| Total des votes                                         | Total des votes                                         | Total des votes                                         | 143 219                                                 | 100 %                                                   |
|                                                         | Les Républicains conservent                             |                                                         |                                                         |                                                         |

### 2016
| Élection de 2016 du 7e district congressionnel du Texas | Élection de 2016 du 7e district congressionnel du Texas | Élection de 2016 du 7e district congressionnel du Texas | Élection de 2016 du 7e district congressionnel du Texas | Élection de 2016 du 7e district congressionnel du Texas |
| ------------------------------------------------------- | ------------------------------------------------------- | ------------------------------------------------------- | ------------------------------------------------------- | ------------------------------------------------------- |
| Parti                                                   | Parti                                                   | Candidat                                                | Votes                                                   | %                                                       |
|                                                         | Républicain                                             | John Culberson (sortant)                                | 143 542                                                 | 56,2                                                    |
|                                                         | Démocrate                                               | James Cargas                                            | 111 991                                                 | 43,8                                                    |
| Total des votes                                         | Total des votes                                         | Total des votes                                         | 255 533                                                 | 100 %                                                   |
|                                                         | Les Républicains conservent                             |                                                         |                                                         |                                                         |

### 2018
| Élection de 2018 du 7e district congressionnel du Texas | Élection de 2018 du 7e district congressionnel du Texas | Élection de 2018 du 7e district congressionnel du Texas | Élection de 2018 du 7e district congressionnel du Texas | Élection de 2018 du 7e district congressionnel du Texas |
| ------------------------------------------------------- | ------------------------------------------------------- | ------------------------------------------------------- | ------------------------------------------------------- | ------------------------------------------------------- |
| Parti                                                   | Parti                                                   | Candidat                                                | Votes                                                   | %                                                       |
|                                                         | Démocrate                                               | Lizzie Fletcher                                         | 127 959                                                 | 52,5                                                    |
|                                                         | Républicain                                             | John Culberson (sortant)                                | 115 642                                                 | 47,5                                                    |
| Total des votes                                         | Total des votes                                         | Total des votes                                         | 243 601                                                 | 100 %                                                   |
|                                                         | Les Démocrates prennent aux Républicains                |                                                         |                                                         |                                                         |

### 2020
| Élection de 2020 du 7e district congressionnel du Texas | Élection de 2020 du 7e district congressionnel du Texas | Élection de 2020 du 7e district congressionnel du Texas | Élection de 2020 du 7e district congressionnel du Texas | Élection de 2020 du 7e district congressionnel du Texas |
| ------------------------------------------------------- | ------------------------------------------------------- | ------------------------------------------------------- | ------------------------------------------------------- | ------------------------------------------------------- |
| Parti                                                   | Parti                                                   | Candidat                                                | Votes                                                   | %                                                       |
|                                                         | Démocrate                                               | Lizzie Fletcher (sortante)                              | 159 529                                                 | 50,8                                                    |
|                                                         | Républicain                                             | Wesley Hunt                                             | 149 054                                                 | 47,5                                                    |
|                                                         | Libertarien                                             | Shawn Kelly                                             | 5 542                                                   | 1,8                                                     |
| Total des votes                                         | Total des votes                                         | Total des votes                                         | 314 125                                                 | 100 %                                                   |
|                                                         | Les Démocrates conservent                               |                                                         |                                                         |                                                         |

### 2022
| Primaire Démocrate de 2022 du 7e district congressionnel du Texas | Primaire Démocrate de 2022 du 7e district congressionnel du Texas | Primaire Démocrate de 2022 du 7e district congressionnel du Texas | Primaire Démocrate de 2022 du 7e district congressionnel du Texas | Primaire Démocrate de 2022 du 7e district congressionnel du Texas |
| ----------------------------------------------------------------- | ----------------------------------------------------------------- | ----------------------------------------------------------------- | ----------------------------------------------------------------- | ----------------------------------------------------------------- |
| Parti                                                             | Parti                                                             | Candidat                                                          | Votes                                                             | %                                                                 |
|                                                                   | Démocrate                                                         | Lizzie Fletcher (sortante)                                        | 29 579                                                            | 100 %                                                             |

| Primaire Républicaine de 2022 du 7e district congressionnel du Texas | Primaire Républicaine de 2022 du 7e district congressionnel du Texas | Primaire Républicaine de 2022 du 7e district congressionnel du Texas | Primaire Républicaine de 2022 du 7e district congressionnel du Texas | Primaire Républicaine de 2022 du 7e district congressionnel du Texas |
| -------------------------------------------------------------------- | -------------------------------------------------------------------- | -------------------------------------------------------------------- | -------------------------------------------------------------------- | -------------------------------------------------------------------- |
| Parti                                                                | Parti                                                                | Candidat                                                             | Votes                                                                | %                                                                    |
|                                                                      | Républicain                                                          | Johnny Teague                                                        | 9 293                                                                | 43,0                                                                 |
|                                                                      | Républicain                                                          | Tim Stroud                                                           | 6 346                                                                | 29,4                                                                 |
|                                                                      | Républicain                                                          | Tina Blum Cohen                                                      | 1 792                                                                | 8,3                                                                  |
|                                                                      | Républicain                                                          | Lance Stewart                                                        | 1 764                                                                | 8,2                                                                  |
|                                                                      | Républicain                                                          | Rudy Atencio                                                         | 1 024                                                                | 4,7                                                                  |
|                                                                      | Républicain                                                          | Laique Rehman                                                        | 977                                                                  | 4,5                                                                  |
|                                                                      | Républicain                                                          | Benson Gitau                                                         | 422                                                                  | 2,0                                                                  |

| Second Tour de la Primaire Républicaine de 2022 du 7e district congressionnel du Texas | Second Tour de la Primaire Républicaine de 2022 du 7e district congressionnel du Texas | Second Tour de la Primaire Républicaine de 2022 du 7e district congressionnel du Texas | Second Tour de la Primaire Républicaine de 2022 du 7e district congressionnel du Texas | Second Tour de la Primaire Républicaine de 2022 du 7e district congressionnel du Texas |
| -------------------------------------------------------------------------------------- | -------------------------------------------------------------------------------------- | -------------------------------------------------------------------------------------- | -------------------------------------------------------------------------------------- | -------------------------------------------------------------------------------------- |
| Parti                                                                                  | Parti                                                                                  | Candidat                                                                               | Votes                                                                                  | %                                                                                      |
|                                                                                        | Républicain                                                                            | Johnny Teague                                                                          | 9 152                                                                                  | 63,6                                                                                   |
|                                                                                        | Républicain                                                                            | Tim Stroud                                                                             | 5 239                                                                                  | 36,4                                                                                   |

| Élection de 2022 du 7e district congressionnel du Texas | Élection de 2022 du 7e district congressionnel du Texas | Élection de 2022 du 7e district congressionnel du Texas | Élection de 2022 du 7e district congressionnel du Texas | Élection de 2022 du 7e district congressionnel du Texas |
| ------------------------------------------------------- | ------------------------------------------------------- | ------------------------------------------------------- | ------------------------------------------------------- | ------------------------------------------------------- |
| Parti                                                   | Parti                                                   | Candidat                                                | Votes                                                   | %                                                       |
|                                                         | Démocrate                                               | Lizzie Fletcher (sortante)                              | 115 994                                                 | 63,8                                                    |
|                                                         | Républicain                                             | Johnny Teague                                           | 65 835                                                  | 36,2                                                    |
| Total des votes                                         | Total des votes                                         | Total des votes                                         | 181 829                                                 | 100 %                                                   |
|                                                         | Les Démocrates conservent                               |                                                         |                                                         |                                                         |

### 2024
| Primaire Démocrate de 2024 du 7e district congressionnel du Texas | Primaire Démocrate de 2024 du 7e district congressionnel du Texas | Primaire Démocrate de 2024 du 7e district congressionnel du Texas | Primaire Démocrate de 2024 du 7e district congressionnel du Texas | Primaire Démocrate de 2024 du 7e district congressionnel du Texas |
| ----------------------------------------------------------------- | ----------------------------------------------------------------- | ----------------------------------------------------------------- | ----------------------------------------------------------------- | ----------------------------------------------------------------- |
| Parti                                                             | Parti                                                             | Candidat                                                          | Votes                                                             | %                                                                 |
|                                                                   | Démocrate                                                         | Lizzie Fletcher (sortante)                                        | 27 902                                                            | 74,2                                                              |
|                                                                   | Démocrate                                                         | Pervez Agwan                                                      | 9 679                                                             | 25,8                                                              |

| Primaire Républicaine de 2024 du 7e district congressionnel du Texas | Primaire Républicaine de 2024 du 7e district congressionnel du Texas | Primaire Républicaine de 2024 du 7e district congressionnel du Texas | Primaire Républicaine de 2024 du 7e district congressionnel du Texas | Primaire Républicaine de 2024 du 7e district congressionnel du Texas |
| -------------------------------------------------------------------- | -------------------------------------------------------------------- | -------------------------------------------------------------------- | -------------------------------------------------------------------- | -------------------------------------------------------------------- |
| Parti                                                                | Parti                                                                | Candidat                                                             | Votes                                                                | %                                                                    |
|                                                                      | Républicain                                                          | Kenneth Omoruyi                                                      | 9 834                                                                | 41,9                                                                 |
|                                                                      | Républicain                                                          | Caroline Kane                                                        | 5 764                                                                | 24,5                                                                 |
|                                                                      | Républicain                                                          | Carolyn B. Bryant                                                    | 4 382                                                                | 18,7                                                                 |
|                                                                      | Républicain                                                          | Tina Blum Cohen                                                      | 3 489                                                                | 14,9                                                                 |

| Second Tour de la Primaire Républicaine de 2024 du 7e district congressionnel du Texas | Second Tour de la Primaire Républicaine de 2024 du 7e district congressionnel du Texas | Second Tour de la Primaire Républicaine de 2024 du 7e district congressionnel du Texas | Second Tour de la Primaire Républicaine de 2024 du 7e district congressionnel du Texas | Second Tour de la Primaire Républicaine de 2024 du 7e district congressionnel du Texas |
| -------------------------------------------------------------------------------------- | -------------------------------------------------------------------------------------- | -------------------------------------------------------------------------------------- | -------------------------------------------------------------------------------------- | -------------------------------------------------------------------------------------- |
| Parti                                                                                  | Parti                                                                                  | Candidat                                                                               | Votes                                                                                  | %                                                                                      |
|                                                                                        | Républicain                                                                            | Caroline Kane                                                                          | 2 539                                                                                  | 50,4                                                                                   |
|                                                                                        | Républicain                                                                            | Kenneth Omoruyi                                                                        | 2 495                                                                                  | 49,6                                                                                   |

| Élection de 2024 du 7e district congressionnel du Texas | Élection de 2024 du 7e district congressionnel du Texas | Élection de 2024 du 7e district congressionnel du Texas | Élection de 2024 du 7e district congressionnel du Texas | Élection de 2024 du 7e district congressionnel du Texas |
| ------------------------------------------------------- | ------------------------------------------------------- | ------------------------------------------------------- | ------------------------------------------------------- | ------------------------------------------------------- |
| Parti                                                   | Parti                                                   | Candidat                                                | Votes                                                   | %                                                       |
|                                                         | Démocrate                                               | Lizzie Fletcher (sortante)                              | 148 406                                                 | 61,2                                                    |
|                                                         | Républicain                                             | Caroline Kane                                           | 94 204                                                  | 38,8                                                    |
| Total des votes                                         | Total des votes                                         | Total des votes                                         | 242 610                                                 | 100 %                                                   |
|                                                         | Les Démocrates conservent                               |                                                         |                                                         |                                                         |